# Laurent Lucas
Laurent Lucas (París, 20 de julio de 1965) es un actor francés, famoso por sus papeles en películas como Lemming, Harry, un amigo que os quiere y Pola X.

## Carrera
Nacido en París en 1965, Lucas se matriculó como estudiante de Charles Dullin y rápidamente se convirtió en uno de los estudiantes más prometedores en el Teatro Nacional de Estrasburgo.
Debutó en el cine con I Hate Love (1997) en el que se realizó una interpretación fascinante de un hombre que ha dado seropositivo en la prueba del sida. Después apareció en Pola X (1999) de Leos Carax, y luego con Karin Viard, rodó dos películas: La nueva Eva (1999) y Haut les coeurs! (1999), título este último que le valió una nominación al César como mejor actor aspirante.
En 2000 saltó a la fama por su papel como un joven padre en Harry, un amigo que os quiere, y en 2003 apareció en tres películas que fueron presentadas en el Festival de Cannes: Tiresia, ¿Quién mató a Bambi? y Va, pequeña!.
Más recientemente, sus interpretaciones en Lemming (2005), de Dominik Moll y Sur la trace d'Igor Rizzi, de Noël Mitrani, lo han colocado definitivamente a la cabeza de su generación de actores franceses. 
En 2009 rodó The Kate Logan Affair, con Alexis Bledel. 
También participó en la cinta francesa "Raw" (2016).
En 2019 forma parte del elenco principal de la serie de Netflix Criminal (Francia).